# Liste der Monuments historiques in Saint-Clet (Côtes-d’Armor)
Die Liste der Monuments historiques in Saint-Clet (Côtes-d’Armor) führt die Monuments historiques in der französischen Gemeinde Saint-Clet auf.

## Liste der Bauwerke
| Bezeichnung       | Beschreibung                          | Standort | Kennzeichnung | Schutzstatus | Datum | Bild           |
| ----------------- | ------------------------------------- | -------- | ------------- | ------------ | ----- | -------------- |
| Manoir du Cloître | Herrenhaus, erbaut im 15. Jahrhundert | (Lage)   | PA00089609    | Inscrit      | 1972  | weitere Bilder |